# Феляк
Феляк (рум. Feleac) — село у повіті Бистриця-Несеуд в Румунії. Входить до складу комуни Нушень.
Село розташоване на відстані 327 км на північний захід від Бухареста, 19 км на захід від Бистриці, 60 км на північний схід від Клуж-Напоки.

## Населення
За даними перепису населення 2002 року у селі проживали 377 осіб.
Національний склад населення села:
| Національність | Кількість осіб | Відсоток |
| -------------- | -------------- | -------- |
| румуни         | 367            | 97,3%    |
| угорці         | 10             | 2,7%     |

Рідною мовою назвали:
| Мова      | Кількість осіб | Відсоток |
| --------- | -------------- | -------- |
| румунська | 367            | 97,3%    |
| угорська  | 10             | 2,7%     |